# LPGA
여자프로골프협회 또는 LPGA(Ladies Professional Golf Association)는 흔히 1950년에 설립된 미국의 협회를 가리키며, 13명의 여성 골프선수로부터 시작되었다.
미국 LPGA는 2월부터 11월까지 개최되는 최상급 여성 골프선수를 위한 대회인 LPGA 투어를 주관하기로 널리 알려져 있으며, 대부분의 협회원들은 골프강사이다. 비록 초창기에는 LPGA 투어를 미국인 선수들이 주도했지만, 현재로서는 많은 타 독사의 선수들도 뛰어난 실력을 보이고 있다.

## LPGA 투어
- 2017년 LPGA 투어
- 2018년 LPGA 투어
- 2019년 LPGA 투어

## 같이 보기
- 여자 메이저 골프 대회
- 프로 골프 협회
- 미국 프로 골프 협회
- 한국프로골프협회
- 한국여자프로골프협회

## USOPEN링크
- LPGA  - 공식 웹사이트
- LPGA - X
- LPGA - 페이스북